# Polytrichadelphus rubiginosus
Polytrichadelphus rubiginosus là một loài rêu trong họ Polytrichaceae. Loài này được Mitt. mô tả khoa học đầu tiên năm 1869.